# Eutanyacra chillcotti
Eutanyacra chillcotti är en stekelart som beskrevs av Heinrich 1956. Eutanyacra chillcotti ingår i släktet Eutanyacra och familjen brokparasitsteklar. Inga underarter finns listade i Catalogue of Life.